# Vareilles (Creuse)
Vareilles è un comune francese di 314 abitanti situato nel dipartimento della Creuse nella regione della Nuova Aquitania.

## Società

### Evoluzione demografica
Abitanti censiti